# La ermita de San Isidro
La ermita de San Isidro es un óleo de Francisco de Goya, pintado para la serie Cartones para tapices. Actualmente se conserva en el Museo del Prado, Madrid en la segunda planta, en la sala 93. Representa la Ermita de San Isidro y la celebración de las fiestas de San Isidro Labrador.

## Procedencia
Obra realizada en la primavera de 1788. Fue vendido a los duques de Osuna en 1799, y estuvo en el palacete de La Alameda, en Madrid. El duque de Osuna lo vendió en 1896 y lo adquirió Pedro Fernández Durán, quien lo legó al Museo del Prado, donde ingresó a su muerte, en 1931.

## Comentario
La escena transcurre ante la ermita de San Isidro de Madrid el día 15 de mayo. En primer término, un grupo de majas sentadas en el suelo espera a sus compañeros, que llegan con los vasos del agua bendita. Al fondo, la muchedumbre hace cola para acceder a la fuente, distinguiéndose las figuras de dos guardias de corps, reconocibles por sus uniformes, lo que podría significar la presencia del rey o de los príncipes de Asturias entre los asistentes.
El cuadro es un boceto preparatorio para uno de los cartones del conjunto que Goya tenía que pintar para la manufactura de los tapices del dormitorio de las Infantas, las hijas del futuro Carlos IV (1748-1819) y de su esposa, María Luisa de Parma (1751-1818), en el Palacio de El Pardo. Por su formato, la escena resultante habría ocupado el paño central de uno de los muros laterales, enfrentado a La gallina ciega. Goya recibió el encargo en 1787, pero la muerte de Carlos III, interrumpió este proyecto, ya que su sucesor, Carlos IV, prefirió acudir a otros Sitios Reales, como el Palacio de La Granja, el Palacio de Aranjuez y El Escorial. Se conocen cinco bocetos, tres en el Museo del Prado y un cartón, asimismo en el Prado, para este conjunto. 
- Datos: Q5966561
- Multimedia: La ermita de San Isidro el día de la fiesta (P002783) / Q5966561